# 롤라이플렉스
롤라이플렉스(영어: Rolleiflex)는 독일의 대표적인

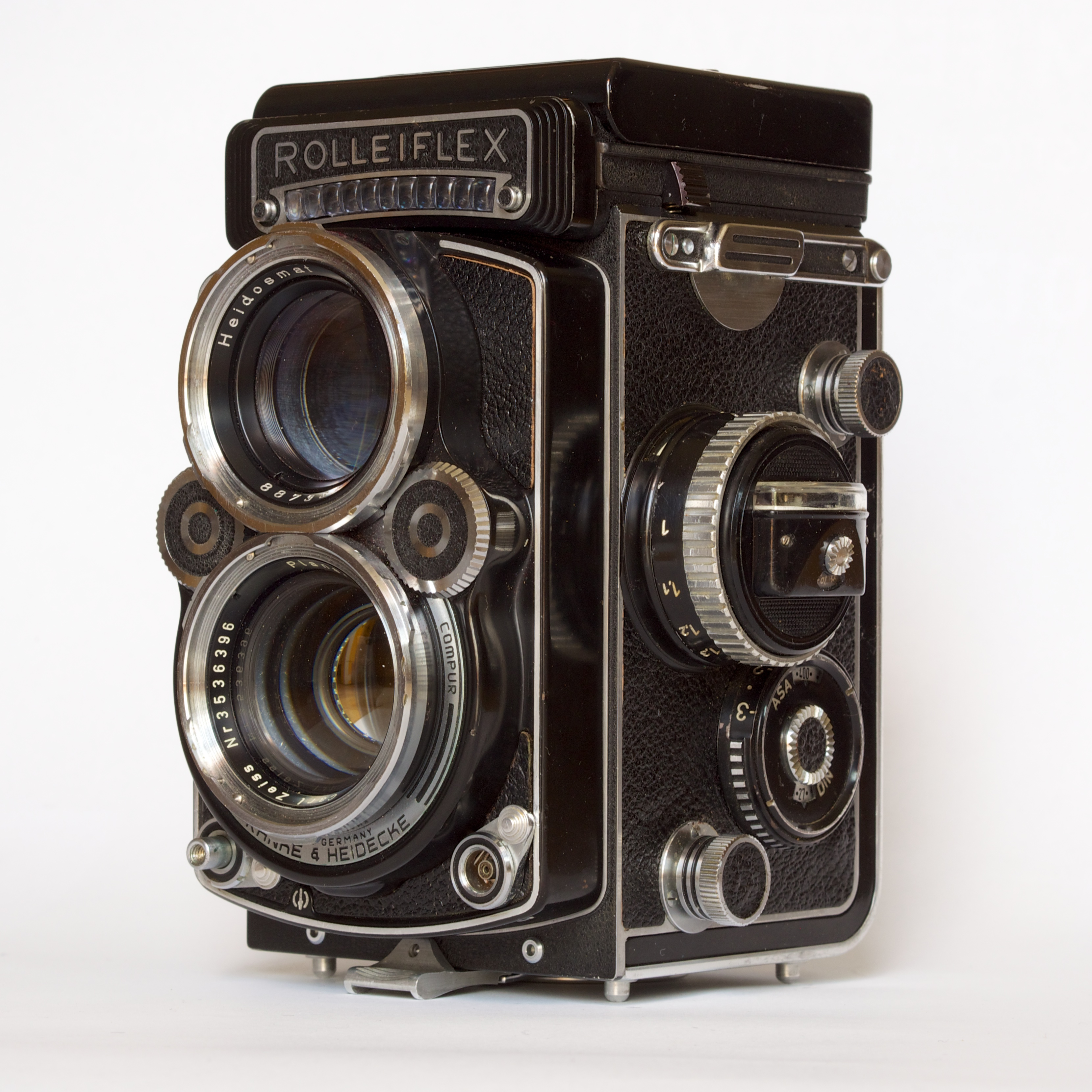
Rolleiflex 2.8 F

카메라브랜드로 6×6cm판(브로니)의 2안 리플렉스카메라이다. 대부분 직사각형의 깡통형태이고 2안 리플렉스 형태로 전면의 렌즈 두개 중 하나는 필름면에 화상이 맺히게 하는 역할을 하고 나머지 하나는 촬영자가 피사체를 볼 수 있도록 하는 역할을 담당한다.
소형카메라 시대를 구축한 카메라로 1호기는 1929년 발매되었다. 처음에는 117필름을 사용하였으나 바로 120필름(브로니)용으로 바뀌었고, 1932년 필름을 감아올리는 크랭크식이 되면서 롤라이의 기초를 확립하였다. 그 후 보급형 롤라이코드의 발매, 1937년 자동스톱식 롤라이플렉스 오토맷(automat)형을 발매하였다. 현재는 35mm 1안 리플렉스카메라가 진보되어 롤라이플렉스의 인기가 감소되어 롤라이로서는 6×6판 2안 리플렉스카메라나 35mm 1안 리플렉스카메라, 16mm 카메라 등의 롤라이카메라를 만들게 되었다.특히 SLR 카메라들과는 다른 방식의 파인더 글라스(finder glass)는 SLR에 비해 월등히 선명하고 입체적인 화면을 보며 초점을 맞출 수 있어 전문사진작가들이 오랫동안 애용해 왔으나 최근에는 상업사진보다는 예술 및 취미용으로 많이 이용된다.
현재에도 신제품들이 생산되고 있지만 대부분의 매니아들은 생산된 지 40~50년 이상이 된 골동품 모델들을 선호하고 국내에도 여러 동호회가 활동 중이다.

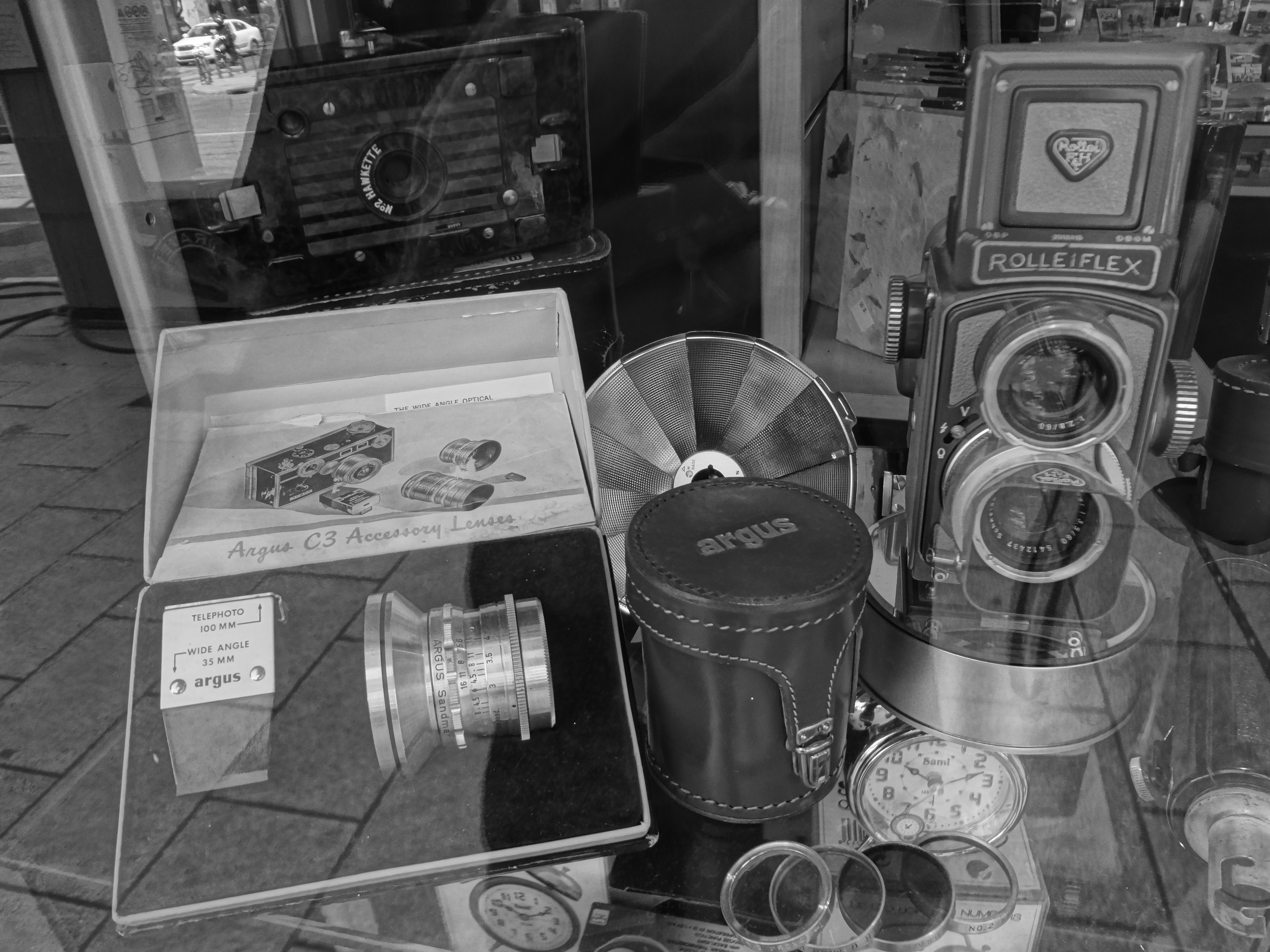
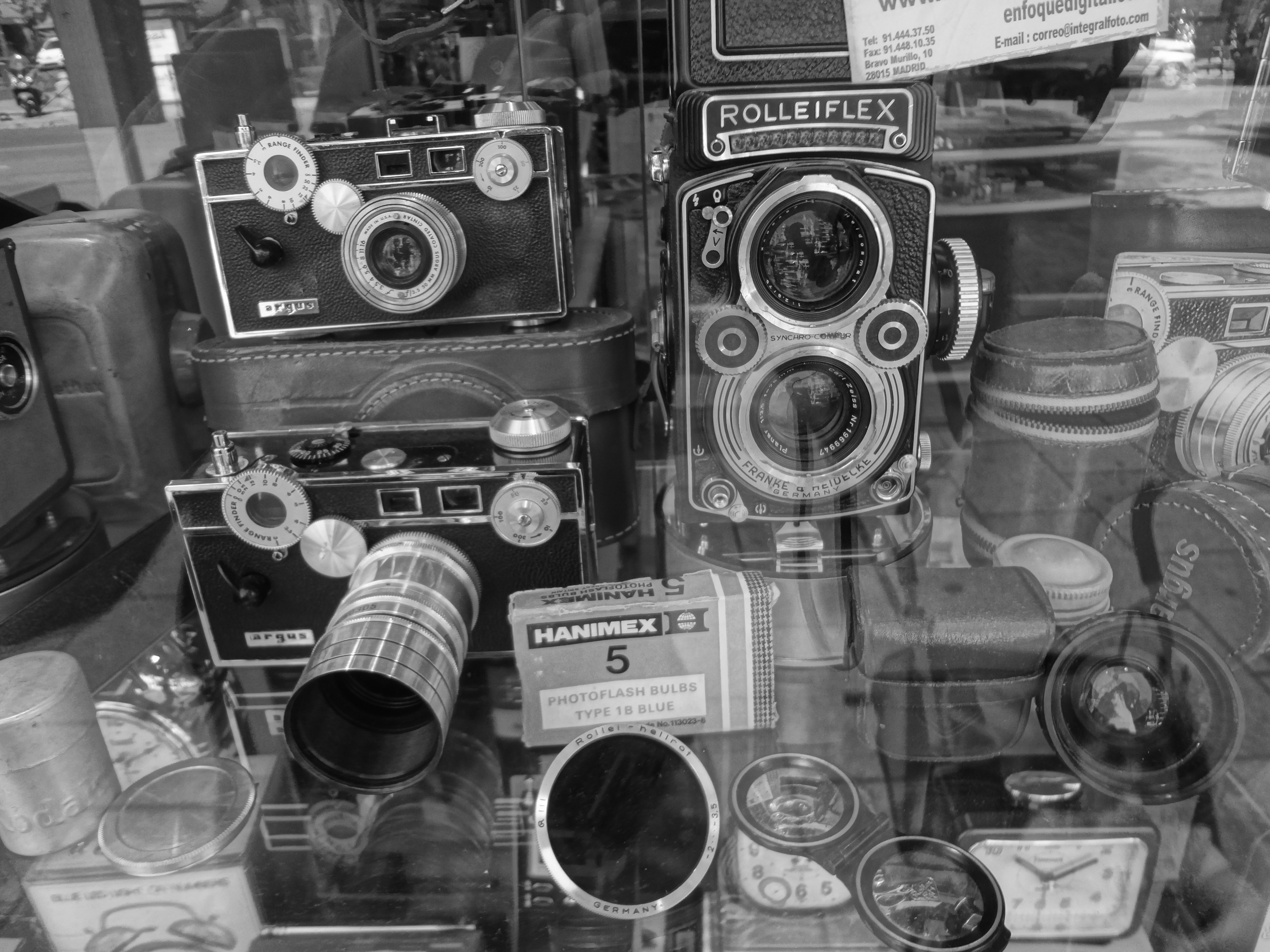